# Liste von Krankenhäusern im Hochsauerlandkreis
Die Liste von Krankenhäusern im Hochsauerlandkreis erfasst vorhandene, ehemals selbständige und ehemalige Krankenhäuser auf dem Gebiet des Hochsauerlandkreises, Nordrhein-Westfalen.

## Liste
| Name                               | Stadt         | Jahr der Eröffnung | Träger                 | Anmerkungen                                | Bild |
| ---------------------------------- | ------------- | ------------------ | ---------------------- | ------------------------------------------ | ---- |
| Karolinenhospital Arnsberg         | Arnsberg      |                    | Klinikum Hochsauerland | aufgegangen im Klinikum Hochsauerland      |      |
| Marienhospital Arnsberg            | Arnsberg      |                    | Klinikum Hochsauerland | aufgegangen im Klinikum Hochsauerland      |      |
| St.-Johannes-Hospital              | Arnsberg      |                    | Klinikum Hochsauerland | aufgegangen im Klinikum Hochsauerland      |      |
| Krankenhaus Maria Hilf             | Brilon        |                    |                        |                                            |      |
| LWL-Klinik Marsberg                | Marsberg      | 1814               | LWL                    | ehemals Provinzial-Irrenanstalt Westfalen. |      |
| St. Walburga-Krankenhaus           | Meschede      |                    | Klinikum Hochsauerland | aufgegangen im Klinikum Hochsauerland      |      |
| Elisabeth-Klinik                   | Olsberg       |                    |                        |                                            |      |
| Fachkrankenhaus Kloster Grafschaft | Schmallenberg |                    |                        |                                            |      |
| Sauerlandklinik                    | Sundern       |                    |                        |                                            |      |
| St.-Franziskus-Hospital            | Winterberg    |                    |                        |                                            |      |